# Urkesh
Urkesh (Arabisch: Tell Mozan, zie tell) was een aan de voet van de bergen van de Taurus gelegen stad in wat nu het noorden van Syrië is, dicht bij de moderne stad Qamishli. Het is tijdens het 4e millennium v.Chr. door de Hurrieten gesticht op een plaats die eeuwenlang op kleine schaal bewoond moet zijn geweest, in elk geval vanaf 5000 v.Chr., de datering van de oudste daar gevonden overblijfselen. 
Aan het einde van de 25e eeuw werd er door vier rijken gestreden om de hegemonie in de Jezira: Ebla, Abarsal, Nagar en Mari. De belangrijkste bron daarvoor is het archief van Ebla en daarin schijnt Urkesh wat achter de rug van Nagar schuil te gaan.
Men neemt aan dat de stad daarna binnen de invloedssfeer van het Akkadische rijk kwam door een dynastieke alliantie tussen de koningen van Urkesh en Akkad, waarbij de dochter van de Akkadische koning, Naram-Sin, uitgehuwelijkt werd aan de koning van Urkesh.
Tijdens het tweede millennium v.Chr. ging de stad over in de handen van de heersers van Mari, een stad die een paar honderd kilometer zuidelijker lag. De koning van Urkesh werd een vazal en waarschijnlijk een benoemde marionet van Mari. De inwoners van Urkesh waren daar wrokkig over, want uit de koninklijke archieven van Mari blijkt dat ze zich hevig verzetten. In één brief deelt de koning van mari zijn ambtgenoot in Urkesh mede: "Ik wist niet dat de zonen van je stad je vanwege mij haten. Maar je bent van mij, ook als de stad Urkesh dat niet is."
De stad schijnt ongeveer halverwege de helft van het tweede millennium v.Chr. verlaten te zijn, Maar de reden daarvoor is de archeologen tot op heden niet bekend.
Van de genealogie en identiteit van de heersers van Urkesh is vrijwel niets bekend, maar van de volgende namen is vastgesteld dat ze van koningen van de stadstaat waren. De eerste bekende koningen (maar twee van hen zijn bij naam bekend) droegen de Hurritische titel endan:
- Tupkish endan (ca. 2250 v.Chr.)
- Tish-atal endan (onbekend)
- Shatar-mat (onbekend)
- Atal-shen (onbekend)
- Ann-atal (c. 2050 v.Chr.)
- Te'irru (c. 1800 v.Chr.)

De site is ontdekt door Max Mallowan, die daar opgravingen deed als onderdeel van een groter onderzoek. Agatha Christie, zijn vrouw, schreef dat ze besloten hadden er niet verder te graven omdat het Romeinse resten leek te gaan. Bij latere opgravingen werd er echter geen spoor van Romeinse bewoning te zijn. Mallowan ging opgravingen doen bij Chagar Bazar, een andere site, ten zuiden van Mozan/Urkesh.
Sinds 1984 worden bij Tell Mozan bijna onafgebroken opgravingen verricht onder leiding van Giorgio Buccellati (UCLA) en Marilyn Kelly-Buccellati (CalState LA) en verschillende Europese (maar vooral Italiaanse) archeologische instellingen.